# William P. Clark

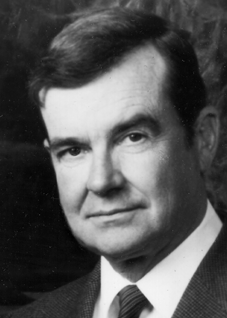
William Patrick Clark

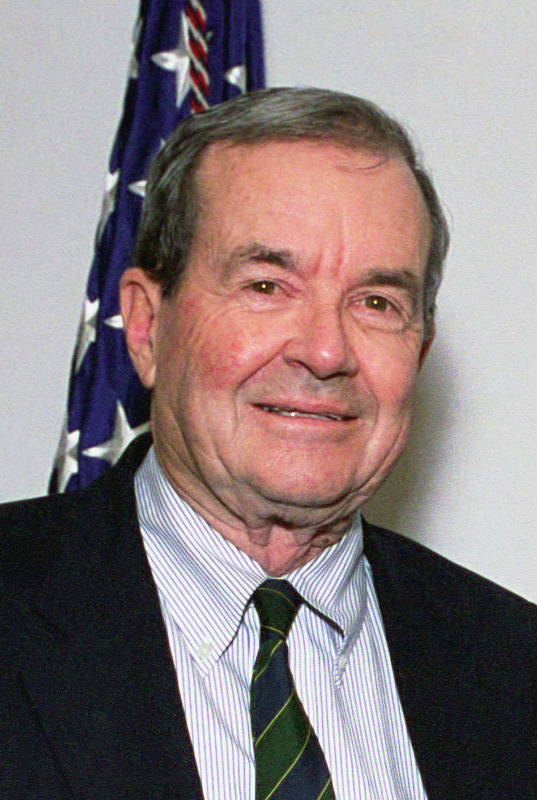
William Patrick Clark (März 2001)

William Patrick Clark (* 23. Oktober 1931 in Oxnard, Kalifornien; † 10. August 2013 in Shandon, Kalifornien) war ein US-amerikanischer Jurist und Politiker (Republikanische Partei), der dem Kabinett von US-Präsident Ronald Reagan als Innenminister angehörte.

## Leben

### Frühe Jahre und juristische Laufbahn
Nach dem Schulbesuch studierte William Clark zunächst an der Stanford University, ehe er seine juristische Ausbildung an der Loyola Law School abschloss. Überdies diente er im Counter Intelligence Corps, einer Spionageabwehreinheit der US Army.
In der Folge schlug Clark eine juristische Laufbahn ein. Von 1969 bis 1971 amtierte er als Richter am obersten Kammergericht (Superior Court) Kaliforniens, ehe er an den Supreme Court of California berufen wurde, dem er von 1973 bis 1981 angehörte. Während dieser Zeit war er auch schon als Berater von Ronald Reagan tätig, der Kalifornien zwischen 1967 und 1975 als Gouverneur regierte.

### Aufstieg in Washington
Nach dem Wahlsieg von Ronald Reagan bei der Präsidentschaftswahl 1980 wurde er von diesem zum Vizeaußenminister und damit zum Stellvertreter von Außenminister Alexander Haig ernannt. Clark übte dieses Amt vom 25. Februar 1981 bis zum 9. Februar 1982 aus. Danach wechselte er auf den Posten des Nationalen Sicherheitsberaters, den er ein Jahr lang bekleidete. Schließlich wurde er als Innenminister Mitglied des Kabinetts, in dem er vom 18. November 1983 bis zum 7. Februar 1985 verblieb. Zu Beginn der zweiten Amtszeit von Präsident Reagan übernahm der vorherige Energieminister Donald P. Hodel seinen Platz.
William Clark war allerdings weiter für die Regierung tätig. So ernannte Präsident Reagan ihn zum Vorsitzenden einer Arbeitsgruppe, die sich mit dem Atomwaffenprogramm der USA befasste. Außerdem war er Sondergesandter des Präsidenten für Verhandlungen mit den Indianerstämmen der Navajo und Hopi sowie Mitglied mehrerer Regierungskommissionen. Er wurde ferner Treuhänder der Ronald Reagan Presidential Library. Überdies war er CEO seines eigenen Unternehmens, der Clark Company, und Seniorpartner der Anwaltskanzlei Clark, Cali and Negranti.